# 明治书院
明治書院是一家日本出版社，位于東京都新宿区大久保1-1-7。

## 历史
1896年由三樹一平创建，1933年吸收德富苏峰的良友社，1934年收购高岛米峰的丙午出版社，重新出版新译汉文大系，主要出版日本文学、中国文学的教科书。。